# Superstar (Madonna)
Superstar è un brano musicale della cantautrice statunitense Madonna, estratto dal suo dodicesimo album in studio MDNA come singolo promozionale il 3 dicembre 2012 per il solo mercato brasiliano e distribuito gratuitamente insieme al quotidiano brasiliano Folha de S. Paulo. È stato scritto e prodotto da Madonna, Hardy "Indigo" Muanza e Michael Malih. È una canzone dance-pop, con influenze pop ed elettroniche.
L'artwork per la copertina è stato creato dalla graffittista brasiliana Simone Sapienza, che ha vinto un concorso sponsorizzato dal Johnnie Walker's Keep Walking Project in Brazil. È stata scelta da Madonna dopo essere entrata tra i dieci finalisti.
La canzone ha ricevuto recensioni generalmente positive dai critici, la maggior parte dei quali hanno pensato che possa essere un singolo potente complimentandosi per la produzione, mentre altri hanno criticato negativamente il contenuto del testo.

## Produzione e composizione
Superstar è stata scritta e prodotta da Madonna, Hardy "Indigo" Muanza e Michael Malih, e registrata agli MSR Studios a New York City. Dopo il completamento di MDNA, furono invitati agli Abbey Road Studios critici da tutto il mondo per recensire l'album. Dopo l'invito, i critici dissero nelle recensioni che nella canzone compariva la figlia di Madonna, Lourdes Leon, come corista. Molti altri dissero che Lourdes cantava intere parti nella canzone, al che Madonna disse che era tutto vero. Mentre Madonna parlava al periodico inglese The Sun della collaborazione con la figlia, disse "[Lola] venne in studio giusto quel giorno. Allora le chiesi, 'Oh, sai cantare questa parte?' e lei annuì.". Poi disse: "Aveva una bellissima voce. È molto timida su questo e non lo ammetterebbe mai. Molte persone bussano alla mia porta per sapere tutto su di lei, film, e molto altro. Ma lei non interessata a niente di tutto ciò. Vuole solo andare a scuola. Mi dice sempre, 'Mamma, voglio essere una ragazza normale. Non sono pronta a niente di tutto questo.' Lo rispetto, e se volesse lavorare con me su uno di questi livelli, l'accoglierei. Ma ad ogni modo, La lascio ai compiti e alla scuola."
Dal punto di vista musicale, Superstar è una canzone dance-pop con influenze pop ed elettroniche. La canzone fa riferimento a figure storiche, come James Dean, Al Capone, Bruce Lee, Giulio Cesare, Abraham Lincoln e John Travolta. Quando la canzone arriva al ponte, ci sono anche evidenti influenze di dubstep.

## Copertina e pubblicazione
L'artwork per la copertina è stato creato dalla graffittista brasiliana Simone Sapienza, conosciuta come Siss. È stato diretto dai graffitisti Binho Ribeiro e Giovanni Bianco. Sulla copertina Madonna indossa un pantaloncino con una frusta, mentre una frase dice: "Il pantaloncino dice: 'ceniamo!'. La frusta dice: 'ma devi pagare per farlo'". Dopo che una competizione sponsorizzata dal Keep Walking Brazil project fu aperta, il processo selezionò 30 copertine proposte, e Madonna scelse quella di Siss. La creatrice disse che non sapeva che stava partecipando as un concorso, e disse di Madonna: "Il mio lavoro è dedicato alle donne. Mi piacciono le donne forti, che lavorano duro per quello che pensano sia giusto."
Superstar è stata pubblicata come singolo promozionale per il Brasile il 3 dicembre 2012. I lettori del quotidiano brasiliano Folha de S. Paulo hanno ricevuto una copia gratis del CD singolo insieme al giornale. Il singolo contiene la versione originale dell'album ed un'altra remixata da DJ Eddie Amador.

## Accoglienza
Superstar ha ricevuto generalmente critiche positive. Becky Bain di Idolator l'ha chiamata "dolce canzone d'amore" e l'ha definita come una versione più dolce e semplificata di Ray of Light. Andy Gill di The Independent ha dichiarato che la canzone sarebbe stata sicuramente una "hit" e l'ha paragonata al singolo Vogue di Madonna del 1990. Alexis Petridis de The Guardian l'ha descritta come "saccarina" Gordon Smart di The Sun ha definito la canzone "spiccante" rispetto all'album.

## Tracce
CD singolo brasiliano
1. Superstar – 3:55
2. Superstar (Eddie Amador Remix) – 6:18

## Classifiche
| Classifica (2012) | Posizione massima |
| ----------------- | ----------------- |
| Corea del Sud     | 141               |

## Pubblicazione
| Paese   | Data            | Etichetta                       | Formato    |
| ------- | --------------- | ------------------------------- | ---------- |
| Brasile | 3 dicembre 2012 | Live Nation, Interscope Records | CD singolo |